# Assenede
Assenede is een gemeente in de Belgische provincie Oost-Vlaanderen. De gemeente ligt in de regio Meetjesland, is samengesteld uit vier deelgemeenten en telt in totaal ruim 14.000 inwoners, die Assenedenaars worden genoemd. In de volksmond wordt Assenede als "Asnee" uitgesproken.

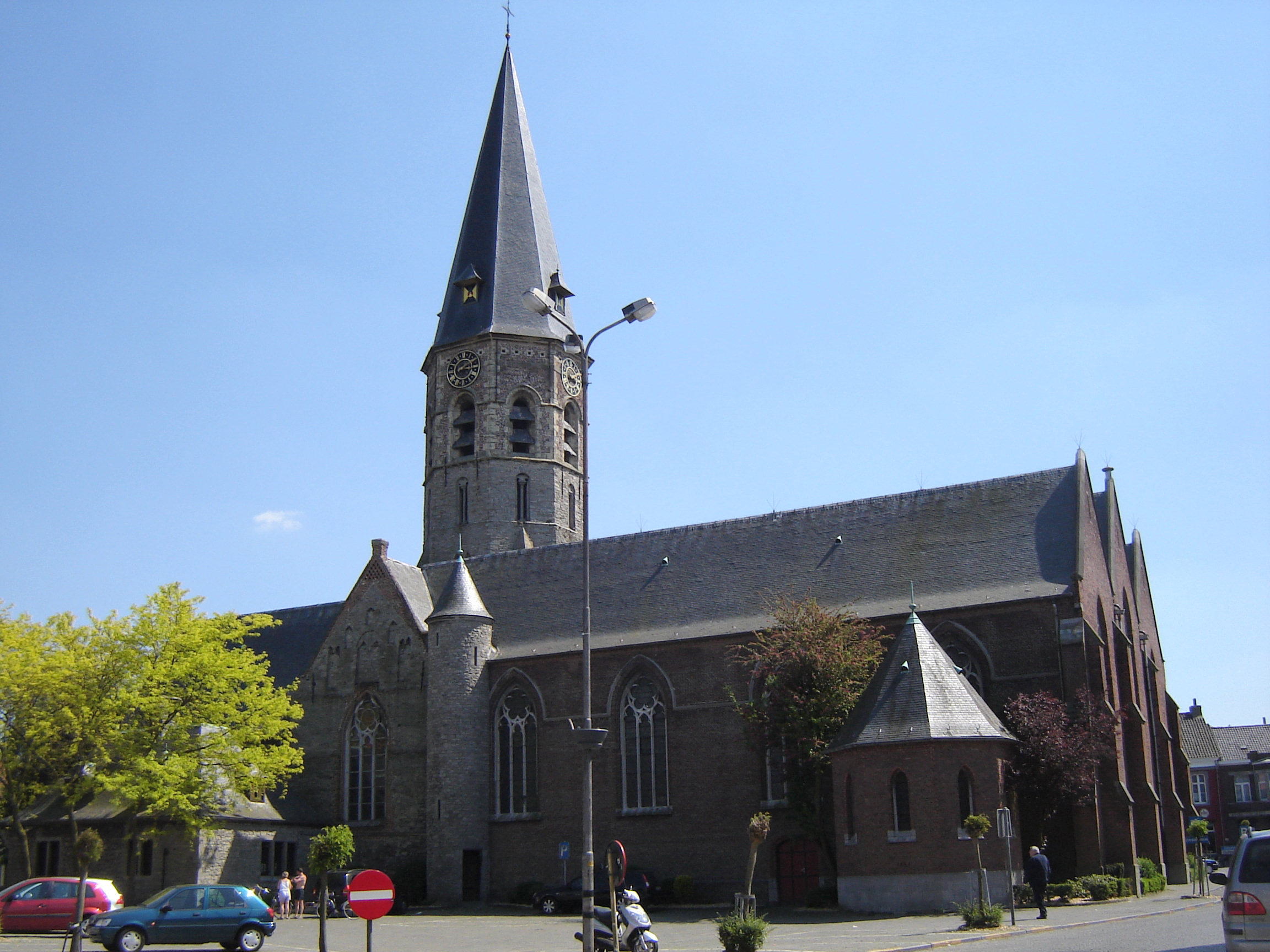
Sint-Petrus en Martinuskerk

## Etymologie en dialect
Plaatselijk historisch onderzoek werd en wordt verricht door de lokale heemkundekring De Twee Ambachten. Etymologisch bestaat over de herkomst van de naam "Assenede" geen consensus. De es is een (kleine en waterminnende) boomsoort - de Ede zou een toenmalige middelgrote beek zijn geweest die er heden ten dage niet meer voorkomt, althans niet onder die naam.
Overigens heeft het dorp nog een authentiek dialect, dat echter tanend is. Het wordt gekenmerkt door karakteristieke verschillen met zelfs de meest nabije buurgemeenten, en is ook voor provinciegenoten soms moeilijk verstaanbaar.

## Geschiedenis

### Ontstaan en Middeleeuwen
Assenede wordt voor het eerst vermeld in 1120 als Hasnethe.
Assenede bevindt zich aan de Graaf Jansdijk, die op bevel van Jan zonder Vrees, hertog van Bourgondië, graaf van Vlaanderen, enz., Duinkerke verbond met Sas van Gent en Terneuzen als bescherming tegen stormvloeden. In Assenede leeft die dijk voort in de straatnamen Graafjanstraat en Gravenstraat en in het gehucht 's Gravenjansdijk.
Assenede kende ook een klooster, en wel dat van de Reguliere kanunnikessen van de Heilige Augustinus. Dit werd eind 15e eeuw opgericht op de plaats waar vanaf de 1e helft van de 14e eeuw al een begijnhof bestond. Einde 17e eeuw werd het klooster verlaten.

### Tweede Wereldoorlog
De gemeente werd rond 23 mei 1940 bezet door het Duitse leger en bevrijd op 5 september 1944. In de speciale Nacht und Nebel-concentratiekampen werden minstens twee weerstanders uit de gemeente ter dood gebracht door onthoofding.

## Geografie

### Deelgemeenten
|   | Naam             | Opp. (km²) | Inwoners (2020) | Inwoners per km² | NIS-code |
| - | ---------------- | ---------- | --------------- | ---------------- | -------- |
| 1 | Assenede (I)     | 32,14      | 6.145           | 191              | 43002A   |
| 2 | Oosteeklo (IV)   | 16,90      | 2.738           | 162              | 43002B   |
| 3 | Bassevelde (III) | 22,22      | 3.298           | 148              | 43002C   |
| 4 | Boekhoute (II)   | 16,24      | 2.113           | 130              | 43002D   |

## Bezienswaardigheden

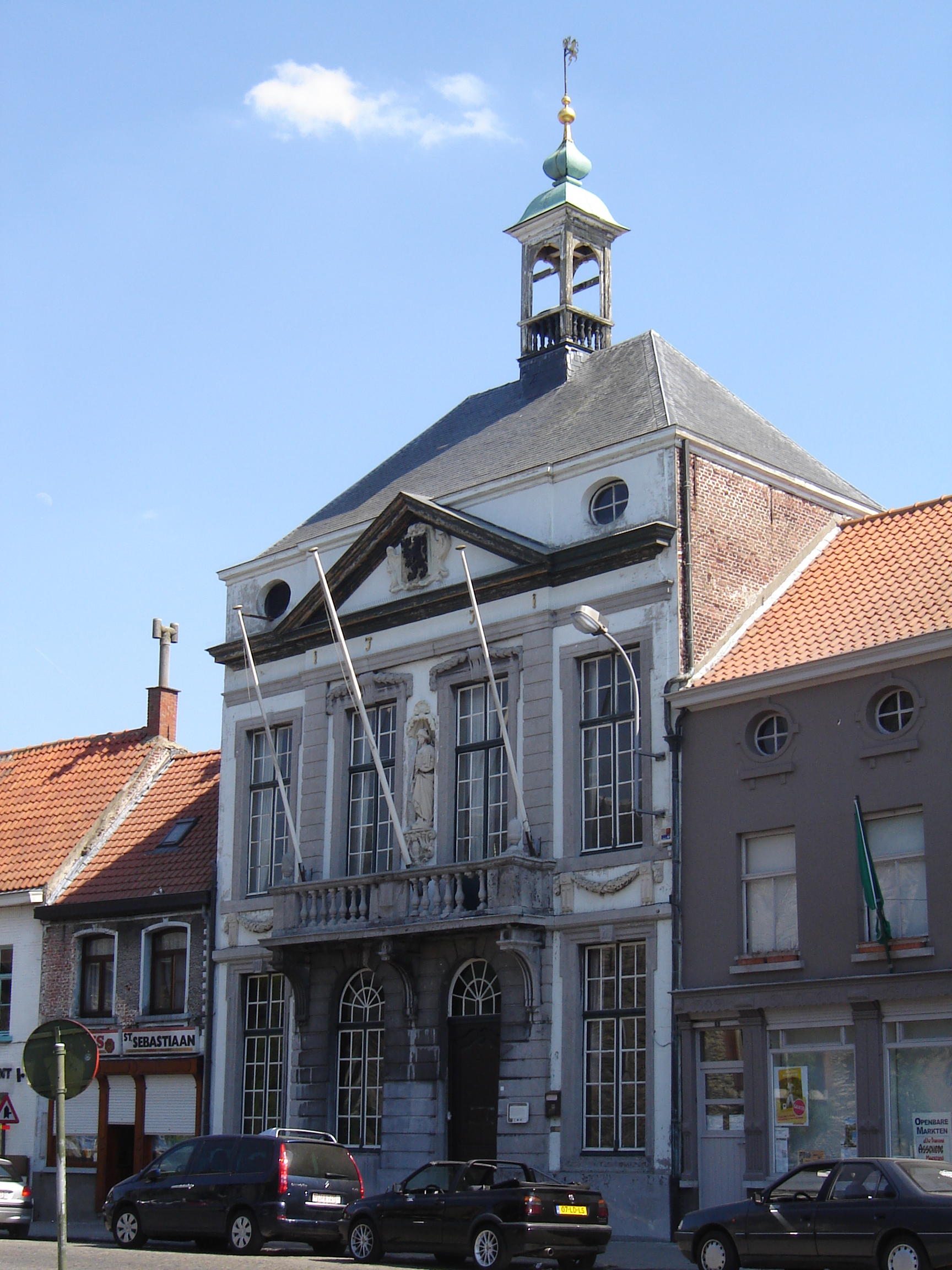
Voormalig gemeentehuis

- Assenede was bekend als mosseldorp - in het centrum bevonden zich enkele gewaardeerde mosselrestaurants die tijdens het hoogseizoen op gasten van ver buiten de gemeentegrenzen mochten rekenen.
- In het dorpscentrum staat de Sint-Petrus en Martinuskerk. De kerk werd in de Tweede Wereldoorlog vernield maar heropgebouwd.
- Op het marktplein staan enkele authentieke woningen. Assenede wist tot dusver de oude steegjes in haar centrum te conserveren, en er werden de afgelopen jaren inspanningen gedaan om verscheidene kerkwegels in ere te herstellen.
- De Sint-Annakapel
- Het keurmerk van de gemeente maar op steeds minder wegen zichtbaar, is de kassei. De kassei geeft de dorpelingen ook hun bijnaam "kasseibijters".

## Natuur en landschap
Assenede ligt op de rand van het Vlaamse poldergebied en Zandig Vlaanderen. De hoogte bedraagt 2-5 meter. Ten noorden van Assenede ligt een krekengebied met kreken als: Grote Geul, Rode Geul, Grote Kil, Kleine Kil, een wiel (de Verzeleput en Bodemloze Put) en waterlopen, waarvan de Vlietbeek de belangrijkste is. 
Op het grondgebied van Assenede liggen enkele kreken van het Krekengebied Assenede, waaronder de Rode Geul en de Grote Geul. In het noorden heerst het polderlandschap met z'n vruchtbare kleigrond (dit was zee tot het zo'n duizend jaar geleden werd ingepolderd). Het zuiden is van oudsher houtland, voornamelijk droge zandgrond. De gemeente kent van noord naar zuid een niveauverschil van ongeveer acht meter.

## Demografie

### Demografische ontwikkeling  voor de fusie
- Bron:NIS, 1831 t/m 1970=volkstellingen; 1976=inwoneraantal op 31 december

### Demografische ontwikkeling van de fusiegemeente
Alle historische gegevens hebben betrekking op de huidige gemeente, inclusief deelgemeenten, zoals ontstaan na de fusie van 1 januari 1977.
- Bronnen:NIS, Opm:1831 tot en met 1981=volkstellingen; 1990 en later= inwonertal op 1 januari

| Inwoners van jaar tot jaar op 1 januari 1992 tot heden | Inwoners van jaar tot jaar op 1 januari 1992 tot heden | Inwoners van jaar tot jaar op 1 januari 1992 tot heden |
| jaar                                                   | Aantal                                                 | Evolutie: 1992=index 100                               |
| ------------------------------------------------------ | ------------------------------------------------------ | ------------------------------------------------------ |
| 1992                                                   | 13.461                                                 | 100,0                                                  |
| 1993                                                   | 13.491                                                 | 100,2                                                  |
| 1994                                                   | 13.553                                                 | 100,7                                                  |
| 1995                                                   | 13.639                                                 | 101,3                                                  |
| 1996                                                   | 13.585                                                 | 100,9                                                  |
| 1997                                                   | 13.545                                                 | 100,6                                                  |
| 1998                                                   | 13.567                                                 | 100,8                                                  |
| 1999                                                   | 13.602                                                 | 101,0                                                  |
| 2000                                                   | 13.597                                                 | 101,0                                                  |
| 2001                                                   | 13.597                                                 | 101,0                                                  |
| 2002                                                   | 13.519                                                 | 100,4                                                  |
| 2003                                                   | 13.513                                                 | 100,4                                                  |
| 2004                                                   | 13.499                                                 | 100,3                                                  |
| 2005                                                   | 13.489                                                 | 100,2                                                  |
| 2006                                                   | 13.552                                                 | 100,7                                                  |
| 2007                                                   | 13.584                                                 | 100,9                                                  |
| 2008                                                   | 13.634                                                 | 101,3                                                  |
| 2009                                                   | 13.752                                                 | 102,2                                                  |
| 2010                                                   | 13.806                                                 | 102,6                                                  |
| 2011                                                   | 13.867                                                 | 103,0                                                  |
| 2012                                                   | 13.942                                                 | 103,6                                                  |
| 2013                                                   | 13.903                                                 | 103,3                                                  |
| 2014                                                   | 13.951                                                 | 103,6                                                  |
| 2015                                                   | 14.052                                                 | 104,4                                                  |
| 2016                                                   | 14.083                                                 | 104,6                                                  |
| 2017                                                   | 14.135                                                 | 105,0                                                  |
| 2018                                                   | 14.200                                                 | 105,5                                                  |
| 2019                                                   | 14.256                                                 | 105,9                                                  |
| 2020                                                   | 14.296                                                 | 106,2                                                  |
| 2021                                                   | 14.369                                                 | 106,7                                                  |
| 2022                                                   | 14.449                                                 | 107,3                                                  |
| 2023                                                   | 14.636                                                 | 108,7                                                  |
| 2024                                                   | 14.650                                                 | 108,8                                                  |
| 2025                                                   | 14.617                                                 | 108,6                                                  |

## Politiek

### Burgemeesters
| Tijdspanne | Tijdspanne   | Burgemeester                         |
| ---------- | ------------ | ------------------------------------ |
|            | 1944 - 1970  | Emiel Van Hoorebeke                  |
|            | 1971 - 1976  | Paul Christiaen (PVV / VLD)          |
|            | 1977 - 1982  | Edgard Stockman (CVP)                |
|            | 1983 - 2000  | Daniël Nuytinck (CVP)                |
|            | 2001 - 2024  | Philippe De Coninck (VLD / Open Vld) |
|            | 2024 - heden | Trees Van Eykeren (CD&V)             |

### Geschiedenis

#### Legislatuur 2001 - 2006
Bij de gemeenteraadsverkiezingen van 2000 trokken VLD, ODA en de Volksunie als kartel naar de kiezer onder de naam Samen. Het kartel Samen behaalde een absolute meerderheid, maar vormde een coalitie met de SP en Agalev. Burgemeester werd Philippe De Coninck (VLD).

#### Legislatuur 2007 - 2012
Het kartel Samen werd uitgebreid met sp.a, Spirit en Groen! en trok naar de kiezer onder de naam SamenPlus bij de gemeenteraadsverkiezingen van 2006. Het kartel SamenPlus behaalde een absolute meerderheid met 13 van de 23 zetels. Burgemeester bleef Philippe De Coninck.

#### Legislatuur 2013 - 2018
Naast het kartel SamenPlus en de nationale partijen CD&V, Vlaams Belang en N-VA kwamen er drie lokale eenmanslijsten op bij de gemeenteraadsverkiezingen van 2012, met name Sterk Assenede (SA), Links en Fier (LeF) en Museum voor Constructieve Kunst (mus-coku, later herdoopt in PAK PIM). Lijsttrekkers waren Philippe De Coninck (SamenPlus), Trees Van Eykeren (CD&V), Guido Van de Veire (N-VA), Bart Van Dort (Vlaams Belang), Pim De Rudder (PAK PIM), voormalig Vlaams Belanger Luc Vermeire (SA) en voormalig sp.a'er Alex Van Wynsberghe (LeF). Het kartel SamenPlus behield haar absolute meerderheid van 13 op 23 zetels. Burgemeester bleef Philippe De Coninck.

#### Legislatuur 2019 - 2024
Naast het kartel SamenPlus was er bij de gemeenteraadsverkiezingen van 2018 het CD&V-N-VA-kartel ANDERS, daarnaast had de kiezer de keuze tussen Vlaams Belang, Content Assnee, Echt Voor Assenede (EVA, later omgevormd tot AVE) en Recht Vooruit. Lijsttrekkers waren Philippe De Coninck (SamenPlus), Trees Van Eykeren (Anders), Stijn Van Hamme (Vlaams Belang), Roeland Pauwels (Content Assnee), Christian Roels (Recht Vooruit) en Luc Vermeire (AVE). Het kartel SamenPlus behield haar absolute meerderheid van 13 op 23 zetels.

#### Legislatuur 2024 - 2030
Bij de verkiezingen van oktober 2024 hield het kartel SamenPlus op te bestaan. De Open Vld van uittredend burgemeester Philippe De Coninck, die niet meer opkwam, sloot een samenwerking met CD&V van oppositieleider Trees Van Eykeren onder de noemer Lokaal Sterk. Deze lijst werd aangevoerd door Trees Van Eykeren en behaalde een absolute meerderheid van 13 op 23 zetels. De andere lijsten die opkwamen waren Vooruit, Vlaams Belang, N-VA en Meer dan Groen, die allen zetels haalden in de gemeenteraad. Hun lijsttrekkers waren Lieselotte Van Hoecke (Vooruit), Stijn Van Hamme (Vlaams Belang), Els Pieters (N-VA) en Birgit De Bock (Meer dan Groen).

### Resultaten gemeenteraadsverkiezingen sinds 1976
| Partij of kartel     | Partij of kartel                                | 10-10-1976 | 10-10-1976 | 10-10-1982 | 10-10-1982 | 9-10-1988 | 9-10-1988 | 9-10-1994 | 9-10-1994 | 8-10-2000 | 8-10-2000 | 8-10-2006 | 8-10-2006 | 14-10-2012 | 14-10-2012 | 14-10-2018 | 14-10-2018 | 13-10-2024 | 13-10-2024 |
| Stemmen / Zetels     | Stemmen / Zetels                                | %          | 23         | %          | 23         | %         | 23        | %         | 23        | %         | 23        | %         | 23        | %          | 23         | %          | 23         | %          | 23         |
| -------------------- | ----------------------------------------------- | ---------- | ---------- | ---------- | ---------- | --------- | --------- | --------- | --------- | --------- | --------- | --------- | --------- | ---------- | ---------- | ---------- | ---------- | ---------- | ---------- |
|                      | VU1/ CD&V+N-VAA/ N-VA2/ ANDERSB                 | 11,611     | 2          | 14,041     | 3          | 12,071    | 2         | -         |           | (*)E      |           | 38,95A    | 9         | 16,272     | 3          | 34,7B      | 8          | 9,72       | 1          |
|                      | CVP1/ CD&V+N-VAA/ CD&V2/ ANDERSB/ Lokaal SterkD | 47,431     | 12         | 26,231     | 7          | 43,871    | 12        | 43,481    | 12        | 32,071    | 8         | 38,95A    | 9         | 28,062     | 7          | 34,7B      | 8          | 46,6D      | 13         |
|                      | PVV1/ VLD2/ SAMENE/ SamenPlusC/ Lokaal SterkD   | -          |            | -          |            | 18,591    | 4         | 17,012    | 4         | 48,61E    | 12        | 51,36C    | 13        | 45,84C     | 13         | 48,7C      | 13         | 46,6D      | 13         |
|                      | ODA2/ SAMENE                                    | -          |            | -          |            | -         |           | 13,352    | 3         | 48,61E    | 12        | 51,36C    | 13        | 45,84C     | 13         | 48,7C      | 13         | -          |            |
|                      | SP1/ SamenPlusC/ Vooruit2                       | 13,01      | 2          | 13,141     | 3          | 20,031    | 5         | 10,861    | 2         | 11,441    | 2         | 51,36C    | 13        | 45,84C     | 13         | 48,7C      | 13         | 23,82      | 6          |
|                      | Agalev1/ SamenPlusC/ Meer dan Groen2            | -          |            | 3,031      | 0          | 5,451     | 0         | 5,951     | 0         | 7,871     | 1         | 51,36C    | 13        | 45,84C     | 13         | 48,7C      | 13         | 6,72       | 1          |
|                      | Vlaams Belang                                   | -          |            | -          |            | -         |           | -         |           | -         |           | 9,68      | 1         | 5,52       | 0          | 11,5       | 2          | 13,2       | 2          |
|                      | GB                                              | 27,96      | 7          | 13,13      | 3          | -         |           | -         |           | -         |           | -         |           | -          |            | -          |            | -          |            |
|                      | CVA                                             | -          |            | 21,25      | 5          | -         |           | -         |           | -         |           | -         |           | -          |            | -          |            | -          |            |
|                      | AGB                                             | -          |            | 9,18       | 2          | -         |           | -         |           | -         |           | -         |           | -          |            | -          |            | -          |            |
|                      | Anderen(*)                                      | -          |            | -          |            | -         |           | 9,35      | 2         | -         |           | -         |           | 4,3        | 0          | 5,0        | 0          | -          |            |
| Totaal stemmen       | Totaal stemmen                                  | 9341       | 9341       | 9648       | 9648       | 9865      | 9865      | 9924      | 9924      | 10061     | 10061     | 10242     | 10242     | 10323      | 10323      | 10614      | 10614      | 7525       | 7525       |
| Opkomst %            | Opkomst %                                       |            |            |            |            | 96,07     | 96,07     | 94,66     | 94,66     | 94,79     | 94,79     | 96,07     | 96,07     | 93,61      | 93,61      | 94,3       | 94,3       | 65,3       | 65,3       |
| Blanco en ongeldig % | Blanco en ongeldig %                            | 2,59       | 2,59       | 3,86       | 3,86       | 4,14      | 4,14      | 4,32      | 4,32      | 4,43      | 4,43      | 3,93      | 3,93      | 4,04       | 4,04       | 5,1        | 5,1        | 1,3        | 1,3        |

De rode cijfers naast de gegevens duiden aan onder welke naam de partijen telkens bij een verkiezing opkwamen.

De zetels van de gevormde meerderheid staan vetjes afgedrukt. De grootste partij is in kleur.

(*) 1994: DORP / 2012: PAK PIM (1,81%), Sterk Assenede (1,39%), Links en Fier (LeF) (1,1%) / 2018: Content Assnee (2,2%), Recht Vooruit (1,6%), AVE (1,2%)

## Cultuur

### Literair
De oudste bekende uit Assenede afkomstige schrijver is Diederic van Assenede, auteur / vertaler van Floris ende Blancefloer. Recenter werden ook Marc Coene, Jan Bernard van Peene en Claude van de Berge hier geboren. Ook kunstfotograaf Hans de Greve (1963) publiceerde een viertal dichtbundels en trad diverse malen op tijdens de Nachten van de Poëzie in Muziekcentrum Vredenburg Utrecht (NL). Sinds het jaar 2000 woont André Caulier Jr. (1966) in Boekhoute, hij is er bekend als dichter. In 2005 werd een bibliofiele uitgave "De onverbiddelijke Liefde" opgenomen in de Nationale Bibliotheek te Brussel. In 2011 won hij de Zilveren Veer met zijn poëziebundel "Diabolis Aeternis" of De Eeuwige Duivel. Op 8 september 2012 verscheen zijn nieuwe solobundel "Diaboli Amoris", een ode aan de liefde. De presentatie vond plaats in de oude maalderij te Boekhoute. Deze dichter gaf reeds verschillende bloemlezingen in het Oud Gemeentehuis van Assenede. Hij werkt regelmatig samen met de Galerij van Pim De Rudder waar hij de inleidingen verzorgt voor de exposanten.

### Festival
Tot omstreeks de millenniumwissel was Assenede driejaarlijks schouwtoneel van het multidisciplinaire en meerdaagse kunstenfestival A(rt)ssenede. Het festival bood lokaal en internationaal talent een podium voor muziek, poëzie en installatiekunst, maar de vzw hield om en bij de millenniumwissel op te bestaan. Ter vervanging werd het tweejaarlijks Jazzenede ingesteld, wat jazzliefhebbers vanuit de volledige provincie weet te trekken.

### Schilderkunst en expositie
Pim De Rudder hield op het marktplein een galerij open. Wim Ricourt is een der bekendste schilders van het dorp. Hij exposeert regelmatig in gerespecteerde galerijen, zowel in binnen- als buitenland. Ook Hans de Greve, die een nauwe band heeft met voormelde kunstenaars, is bekend als fotografisch kunstenaar. Verschillende van zijn fotoboeken werden gepubliceerd. Hij is gespecialiseerd in theater en concertfotografie, maar staat tevens bekend om zijn innemende fotoreportages. de Greve is eveneens een van de fotografen die verslag brengt van het Gentse Filmfestival.

### Muziek
Debuutrock zette Assenede op de nationale muziekkaart. Het rockconcours voor aan de weg timmerende groepjes barstte zelfs zodanig uit zijn voegen dat op den duur Gent moest worden opgezocht om het onderdak te kunnen blijven bieden. Maar tegenwoordig stuurt Assenede ook zijn eigen zonen uit. Bruno de Bruxelles stond reeds op de planken van de AB met Afro Celt Sound System en maakt vanaf 2006 mooi weer met Lalalover. In 2018 wordt hij de vaste gitarist van dEUS. Sebastiaan "Omerson" Van Vooren verkent de wereld met zijn Pornorama en gewaardeerd drummer Frederik Van Den Berghe mocht Arno begeleiden op tournee.
Van 2003 tot 2018 maakte Jazzenede het mooie weer in Assenede. Een festival vol van Jazz, Roots en blues.
Daarnaast is Assenede ook gekend als locatie voor het jaarlijkse rockabillyday festival dat plaatsvond op de terreinen van Stoepe. Sinds 2013 is er zelfs een rockabilly kroegentocht in het centrum van Assenede in het laatste weekend van augustus.
Sinds 2019 bestaat er een  Turbojugend  in Assenede. Turbonegro ("Turboneger" in het Noors) is een Noorse band die hardrock, rock en punkrock combineert en omvormt tot 'death punk'. Turbojugend, ook wel afgekort tot TJ, is de internationale fanclub van de Noorse deathpunkband Turbonegro. Een lid van Turbojugend is te herkennen aan zijn speciaal gemaakte spijkerjas met het Turbonegro-logo en "[Turbojugend] [naam van het hoofdstuk "Turbojugend ASSenede"]" op de achterkant gestikt. Het logo van Turbojugend Oslo is te vinden op bijna elk album dat Turbonegro heeft gemaakt. Er zijn wereldwijd meer dan 2300 jugends.

### Theater
Er is eveneens een bloeiend lokaal amateurtoneelleven in Assenede, met twee gezelschappen: "N.A.T." of "Nieuw Asseneeds Toneel" onder de vleugels van de socialistische zuil - "Floris ende Blancefloer" onder die van de katholieke zuil. Er werd ook voor verschillende gelegenheden samengewerkt voor grote toneelvoorstellingen in open lucht zoals onder andere "de heks van Assenede" en het veel recentere "Bouchaute, het vooronder van de zee".

### Carnaval
Het dorp heeft een rijke carnavalstraditie, niet constant, met magere jaren, maar ook met tussenpozen van florissante dynamiek, maar op zijn hoogtepunten met edities die feestvierders en kijklustigen lokken tot uit Gent.

### Uitgaansleven
Een van oudsher behoorlijk hoge concentratie cafés en herbergen zal hier niet vreemd aan zijn, al is deze dichtheid de laatste decennia wel zienderogen gedaald. Terwijl er vroeger in bijvoorbeeld de Staakstraat nog meer dan 20 cafés waren is er heden ten dage geen enkele ervan open gebleven en waar in het centrum tot over 10 jaar nog meer dan 8 druk bezochte cafés waren blijven er momenteel slechts 4 over.

## Mobiliteit
Zijn relatief isolement vindt oorzaak in het geringe aantal openbaar vervoerverbindingen met Gent en Brussel, een factor voor continue emigratie van jongvolwassenen, die na hun hogere studies in Gent, bij ontstentenis van voldoende banen voor hoger gekwalificeerden, niet meer terugkeren naar hun dorp om er zich te vestigen. Sinds enkele jaren is er wel een rechtstreekse regelmatige busverbinding met het centrum van Gent (De Lijn, lijn 52) en Assenede wordt doormidden gesneden door de expresweg N49 (onderdeel van de E34). Natuurliefhebbers vinden dat deze weg het landelijke karakter van het Meetjesland heeft kapotgemaakt. De lokale economie is echter blij met de ontsluiting die deze weg heeft gebracht.

## Economie
Assenede heeft in zijn geschiedenis vier brouwerijen gekend; brouwerij Cruyl, Van Hoorebeke, Van Overbeke en De Rudder. Het Breughel-bier van brouwerij Cruyl genoot enige regionale bekendheid. In de jaren tachtig werd het eenmalig herbrouwen door brouwerij Bios uit het naburige Ertvelde. Op heden is het brouwersambacht bijna volledig verdwenen uit het dorp. De doodsteek was vooral de opeising van de koperen ketels van de brouwerijen door de Duitsers tijden de Tweede Wereldoorlog, toen jacht op koper werd gemaakt voor de vervaardiging van kogels en granaten. Er is sinds een paar jaar terug een kleine ambachtelijke brouwerij in deelgemeente Oosteeklo. Deze brouwerij met de naam Den Tseut, verwijzend naar de spotnaam van de Oosteeklonaren, geniet een redelijk succes. De belangrijkste werkgever voor Assenede en het achterland is sinds tientallen jaren het autobekledingsbedrijf ECA. Ook bij SIDMAR (Arcelor Mittal) in het nabijgelegen Zelzate werken veel Asseneedse arbeiders.

## Sport
De vrouwen van de plaatselijke voetbalclub Assenede speelden jaren in de hoogste nationale afdeling. Het Asseneedse volleybal deed het ook jarenlang zeer goed aan de top, maar is wegens verscheidene problemen teruggevallen tot een veel lagere competitie.
Enkele jaren terug kwam er een fusie tussen de voetbalclub Assenede en die uit zijn buurgemeente Boekhoute. Het nieuwbakken "Assenede-Boekhoute" ging van start in 2e provinciale (de competitie waar FC Assenede speelde). Begin 2007 besliste Boekhoute echter om zich opnieuw te scheiden van Assenede. Ze herbegonnen in 4e provinciale als VC Boekhoute. FC Assenede zakte in 2008 van tweede naar derde provinciale.

## Trivia
- Het meest recente feit dat de gemeente op de kaart plaatste is een groot labyrint in maïs dat voor haar omvang een vermelding kreeg in het Guinness Book of Records.

## Bekende (ex-)inwoners
- Claude van de Berge, schrijver en dichter
- Maarten Martens, voetbalcoach en ex-voetballer
- Ivan Heylen, zanger
- Martin Heylen, reporter
- Robert Kintziger, kunstschilder
- Lotte Kopecky, wielrenster